# Sauvignac
Pour le cépage sauvignac (de), voir Liste des cépages par ordre alphabétique et Viticulture en Suisse#Tableau des cépages.
Ne pas confondre avec Sauvagnac, commune de la Charente limousine
Sauvignac est une commune du Sud-Ouest de la France, située dans le département de la Charente (région Nouvelle-Aquitaine).
Ses habitants sont les Sauvignacais et les Sauvignacaises.

## Géographie

### Localisation et accès
Sauvignac est une commune du Sud Charente, limitrophe de la Charente-Maritime et située dans la forêt de la Double saintongeaise, à 9 km au sud de Brossac et 48 km au sud d'Angoulême.
Le bourg de Sauvignac est aussi à 9 km au nord-est de Montguyon, 10 km à l'ouest de Chalais, 13 km au nord-ouest de Saint-Aigulin et La Roche-Chalais,18 km au sud-est de Baignes, 25 km au sud-est de Barbezieux et 61 km au nord-est de Bordeaux.
À l'écart des grandes routes, la commune est traversée par de petites routes départementales, dont la D 206 et la D 460 qui se croisent au bourg. La D 135 (D 157 en Charente-Maritime) de Chalais à Martron, limite la commune et le département au sud. La D 142 entre Chevanceaux et Saint-Aigulin passe par Martron en limite sud-ouest. La D 7, au nord-ouest de la commune, permet de joindre Brossac.
La gare la plus proche est celle de Chalais, desservie par des TER à destination d'Angoulême et de Bordeaux.

### Hameaux et lieux-dits
Le bourg, minuscule, est au carrefour de deux petites routes départementales, la D 206 et la D 460.
De nombreux hameaux composent la commune et font clairières dans la forêt. Citons en particulier Mélac à l'extrême sud-est, au carrefour de la D 135 et de la D 191.

### Communes limitrophes
|                                        | Saint-Vallier                    |        |
| Boresse-et-Martron (Charente-Maritime) | Sauvignac                        | Yviers |
| Le Fouilloux (Charente-Maritime)       | La Genétouze (Charente-Maritime) |        |

### Géologie et relief
La totalité de la commune est occupée par un terrain composé de sable kaolinique, d'argiles et de galets, dépôt datant du Tertiaire,,.
Le relief de la commune est celui d'un bas plateau vallonné. Le point culminant est à une altitude de 131 m, situé dans l'est de la commune à Bel-Air. Le point le plus bas est à 49 m, situé à l'extrémité occidentale le long du Palais en face du bourg de Martron. Le bourg de Sauvignac est à 100 m d'altitude.

### Végétation

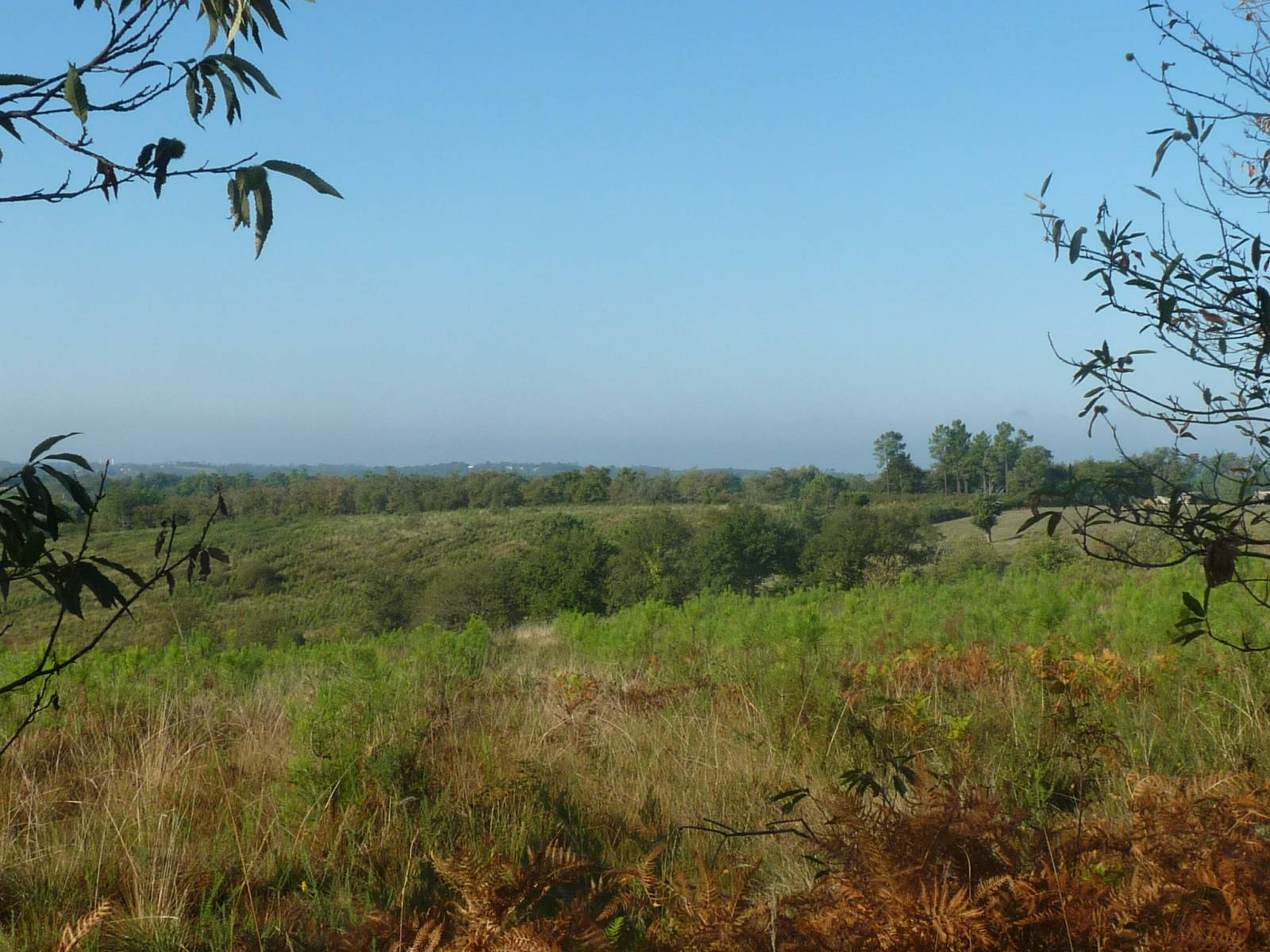
La Double saintongeaise vue de Bel-Air.

Ces sols peu fertiles ou landes sont souvent boisés en pins maritimes, châtaigniers, chênes (rouvres, pédonculés, tauzins), et bruyère et constituent la Double saintongeaise, prolongement occidental de la Double du Périgord, qui couvre une grande partie des cantons de Brossac et Baignes. Elle est appelée parfois forêt de Chaux ou Petit Angoumois en Charente, dont fait partie le bois du Ramard sur la commune.

### Hydrographie

#### Réseau hydrographique

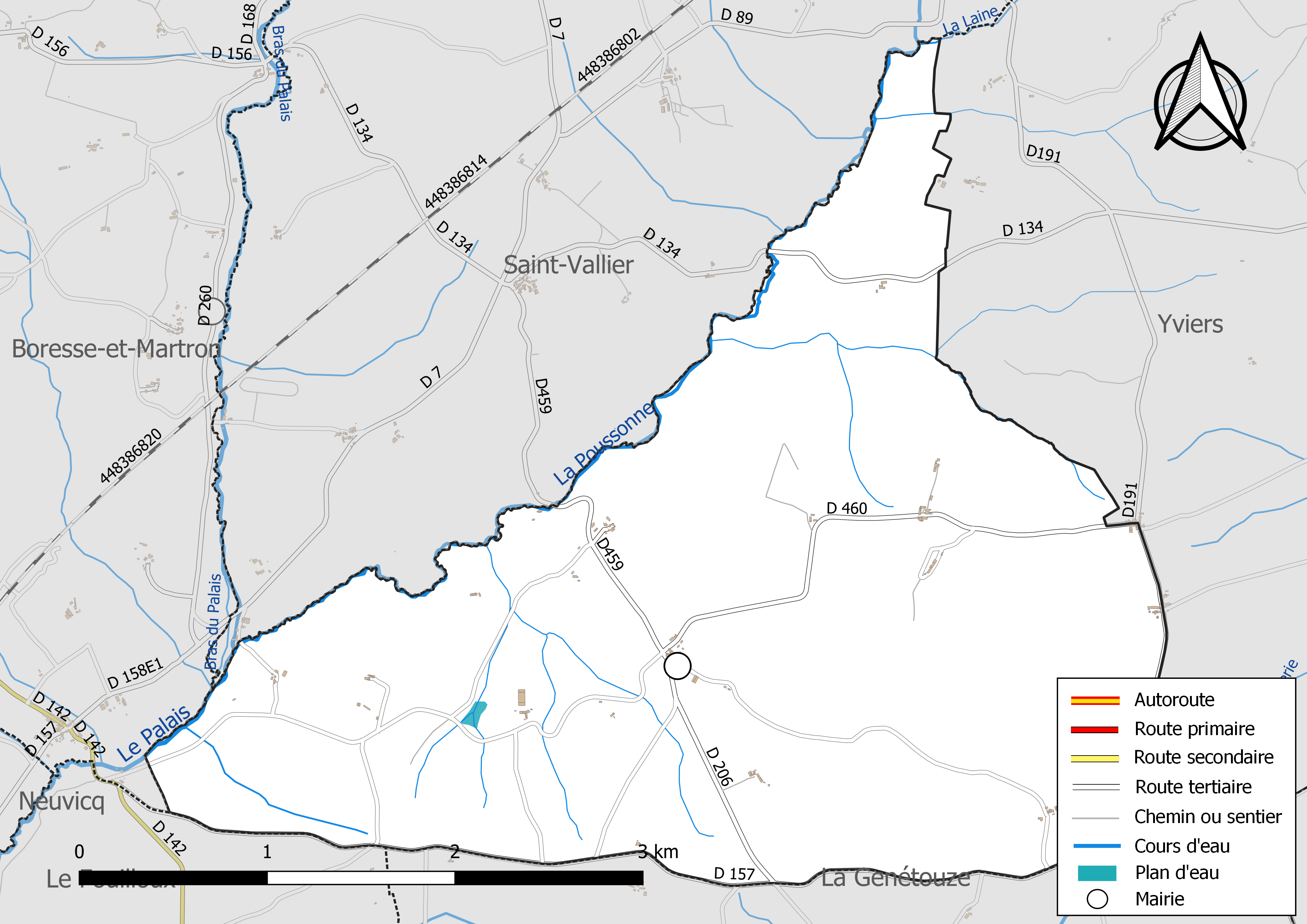
Réseaux hydrographique et routier de Sauvignac.

La commune est située dans le bassin de la Dordogne au sein du Bassin Adour-Garonne. Elle est drainée par le Palais, la Poussonne, la Laine et par deux petits cours d'eau, qui constituent un réseau hydrographique de 7 km de longueur totale,.
Le Palais, affluent du Lary, fait la limite occidentale de la commune qui est aussi celle du département. Le Lary est un affluent de l'Isle et un sous-affluent de la Dordogne.
Le ruisseau de la Poussonne, affluent du Palais qui naît aussi à Brossac, fait la limite nord-ouest de la commune avec Saint-Vallier, et ses petits affluents intermittents drainent toute la surface communale.
La commune comporte de nombreux étangs.

#### Gestion des eaux
Le territoire communal est couvert par le schéma d'aménagement et de gestion des eaux (SAGE) « Isle - Dronne ». Ce document de planification, dont le territoire regroupe les bassins versants de l'Isle et de la Dronne, d'une superficie de 7 500 km2, a été approuvé le 2 août 2021. La structure porteuse de l'élaboration et de la mise en œuvre est l'établissement public territorial de bassin de la Dordogne (EPIDOR). Il définit sur son territoire les objectifs généraux d’utilisation, de mise en valeur et de protection quantitative et qualitative des ressources en eau superficielle et souterraine, en respect des objectifs de qualité définis dans le troisième SDAGE  du Bassin Adour-Garonne qui couvre la période 2022-2027, approuvé le 10 mars 2022.

### Climat
Comme dans les trois quarts sud et ouest du département, le climat est océanique aquitain.

## Urbanisme

### Typologie
Au 1er janvier 2024, Sauvignac est catégorisée commune rurale à habitat très dispersé, selon la nouvelle grille communale de densité à 7 niveaux définie par l'Insee en 2022.
Elle est située hors unité urbaine et hors attraction des villes,.

### Occupation des sols
L'occupation des sols de la commune, telle qu'elle ressort de la base de données européenne d’occupation biophysique des sols Corine Land Cover (CLC), est marquée par l'importance des forêts et milieux semi-naturels (58,5 % en 2018), en augmentation par rapport à 1990 (56,8 %). La répartition détaillée en 2018 est la suivante : 
forêts (51,3 %), zones agricoles hétérogènes (36,8 %), milieux à végétation arbustive et/ou herbacée (7,2 %), prairies (4,6 %). L'évolution de l’occupation des sols de la commune et de ses infrastructures peut être observée sur les différentes représentations cartographiques du territoire : la carte de Cassini (XVIIIe siècle), la carte d'état-major (1820-1866) et les cartes ou photos aériennes de l'IGN pour la période actuelle (1950 à aujourd'hui).

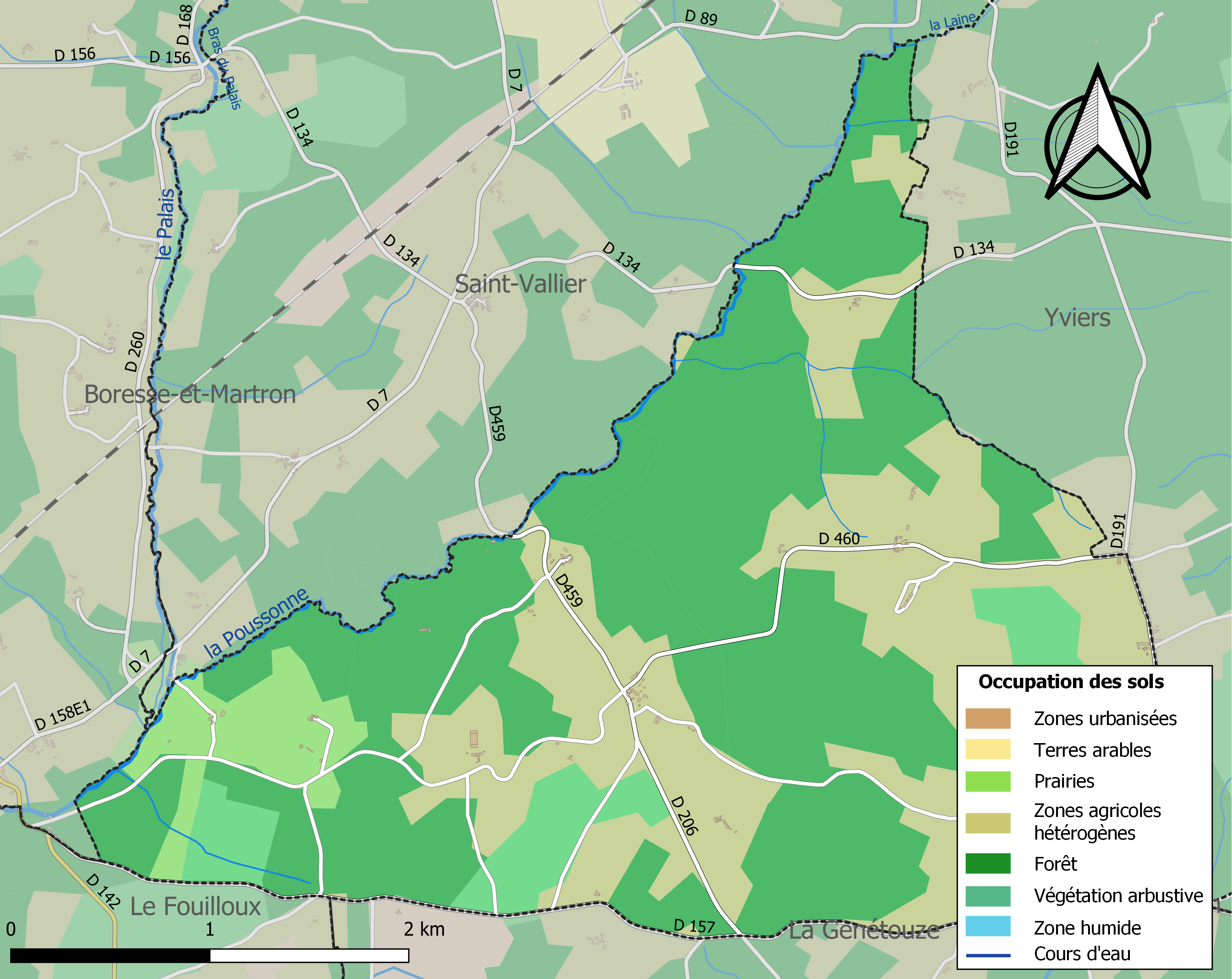
Carte des infrastructures et de l'occupation des sols de la commune en 2018 (CLC).

### Risques majeurs
Le territoire de la commune de Sauvignac est vulnérable à différents aléas naturels : météorologiques (tempête, orage, neige, grand froid, canicule ou sécheresse), feux de forêts et séisme (sismicité faible). Un site publié par le BRGM permet d'évaluer simplement et rapidement les risques d'un bien localisé soit par son adresse soit par le numéro de sa parcelle.
Sauvignac est exposée au risque de feu de forêt. Un plan départemental de protection des forêts contre les incendies (PDPFCI) a été élaboré pour la période 2017-2026, faisant suite à un plan 2007-2016. Les mesures individuelles de prévention contre les incendies sont précisées par divers arrêtés préfectoraux et s’appliquent dans les zones exposées aux incendies de forêt et à moins de 200 mètres de celles-ci. L’arrêté du 3 mai 2016 règlemente l'emploi du feu en interdisant notamment d’apporter du feu, de fumer et de jeter des mégots de cigarette dans les espaces sensibles et sur les voies qui les traversent sous peine de sanctions. L'arrêté du 27 décembre 2019 rend le débroussaillement obligatoire, incombant au propriétaire ou ayant droit,,,.

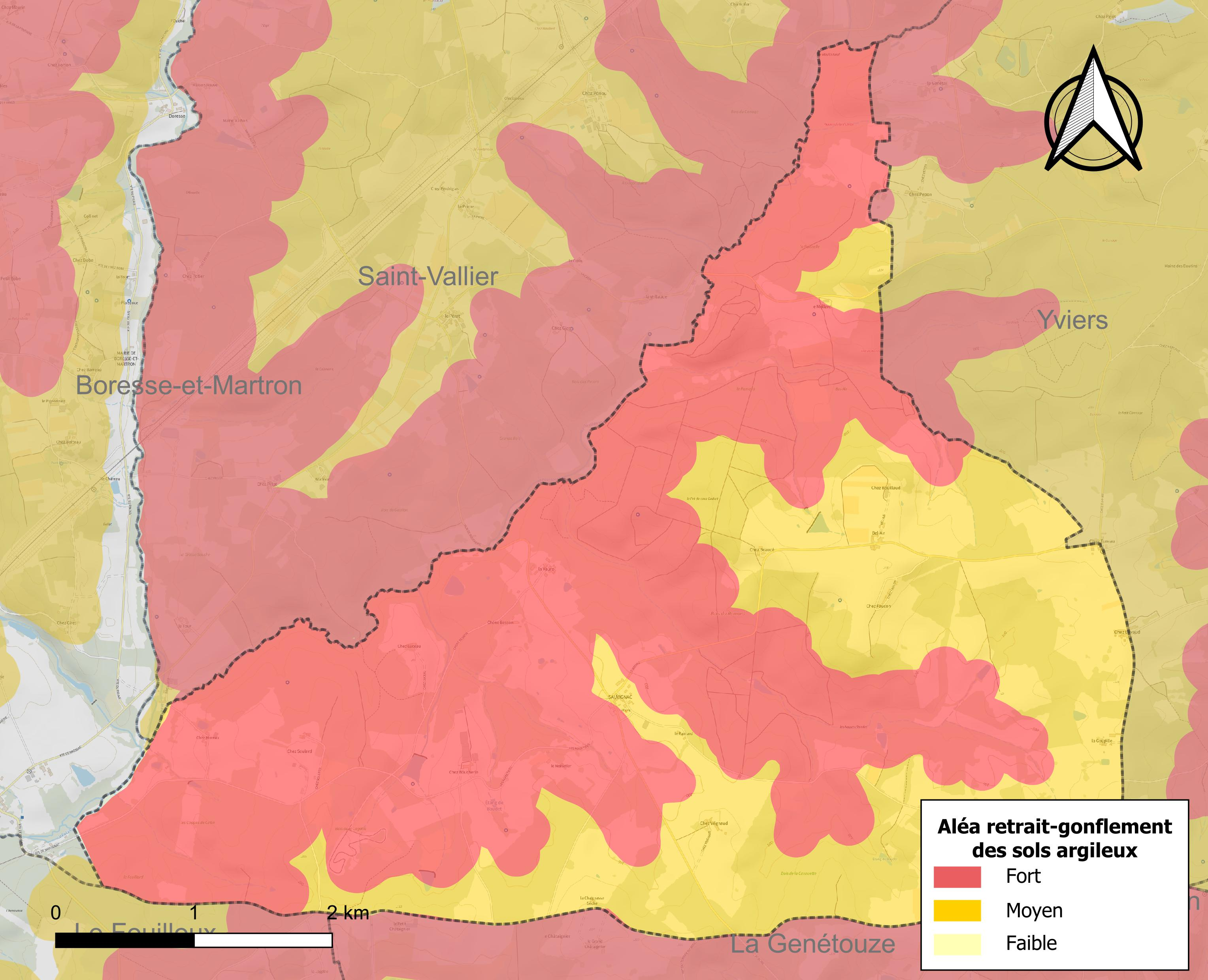
Carte des zones d'aléa retrait-gonflement des sols argileux de Sauvignac.

Le retrait-gonflement des sols argileux est susceptible d'engendrer des dommages importants aux bâtiments en cas d’alternance de périodes de sécheresse et de pluie. 99,9 % de la superficie communale est en aléa moyen ou fort (67,4 % au niveau départemental et 48,5 % au niveau national). Sur les 65 bâtiments dénombrés sur la commune en 2019, 65 sont en aléa moyen ou fort, soit 100 %, à comparer aux 81 % au niveau départemental et 54 % au niveau national. Une cartographie de l'exposition du territoire national au retrait gonflement des sols argileux est disponible sur le site du BRGM,.
Par ailleurs, afin de mieux appréhender le risque d’affaissement de terrain, l'inventaire national des cavités souterraines permet de localiser celles situées sur la commune.
La commune a été reconnue en état de catastrophe naturelle au titre des dommages causés par les inondations et coulées de boue survenues en 1982 et 1999. Concernant les mouvements de terrains, la commune a été reconnue en état de catastrophe naturelle au titre des dommages causés par des mouvements de terrain en 1999.

## Toponymie
Le nom de la commune est attesté par la forme ancienne de Saviniaco villa vers 1100.
L'origine du nom de Sauvignac remonterait à un nom de personne gallo-romain Salvinius auquel est apposé le suffixe -acum, ce qui correspondrait à Salviniacum, « domaine de Salvinius »,. La forme ancienne peut aussi faire penser à Savinius.
La commune éphémère de Mélac a été absorbée par Sauvignac entre 1790 et 1794, qui s'est alors appelée Sauvignac et Mélac, puis Sauvignac-Mélac en 1801, avant de s'appeler Sauvignac plus tard dans le XIXe siècle.

## Histoire
Sous l'Ancien Régime, Mélac était une ancienne paroisse. Il y avait la commanderie hospitalière Saint-Jean, supposée par certains auteurs d'origine templière, qui a servi d'église paroissiale jusqu'au XVIIIe siècle. Elle fut détruite entre 1697 et 1738 et a aujourd'hui disparu,.
L'église paroissiale de Sauvignac était une annexe de celle de Saint-Vallier. En 1756, la foudre tomba sur le campanile qui surmonte le portail et tua cinq personnes, et une centaine furent blessées soit par la foudre soit par la panique, dont le curé.

## Politique et administration

### Tendances politiques et résultats
Aux élections au Parlement européen de mai 2014, la commune de Sauvignac a donné son plus gros score départemental à la liste du Front national : 54,55 % des suffrages exprimés. Aux autres élections le FN fait entre 40 et 50 % des voies, avec notamment 61 % aux élections régionales de 2015. Le maire Dominique Bodet a soutenu par ailleurs le Front National sans y adhérer.

### Liste des maires

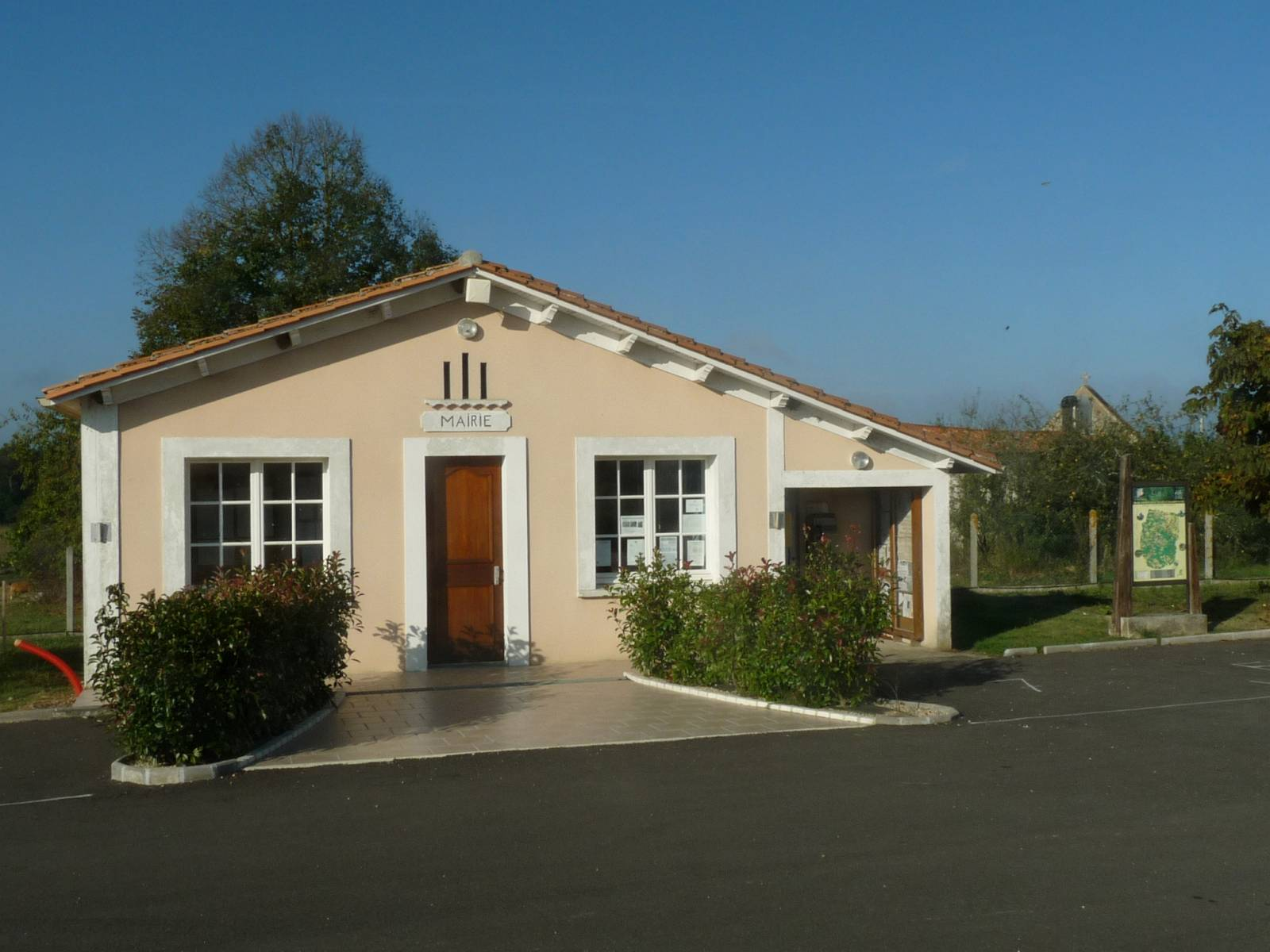
La mairie.

| Période                                  | Période  | Identité        | Étiquette | Qualité     |
| ---------------------------------------- | -------- | --------------- | --------- | ----------- |
| Les données manquantes sont à compléter. |          |                 |           |             |
| 1995                                     | 2008     | André Godet     |           |             |
| 2008                                     | En cours | Dominique Bodet | SE        | Agriculteur |

## Démographie

### Évolution démographique
L'évolution du nombre d'habitants est connue à travers les recensements de la population effectués dans la commune depuis 1793. Pour les communes de moins de 10 000 habitants, une enquête de recensement portant sur toute la population est réalisée tous les cinq ans, les populations de référence des années intermédiaires étant quant à elles estimées par interpolation ou extrapolation. Pour la commune, le premier recensement exhaustif entrant dans le cadre du nouveau dispositif a été réalisé en 2006.

En 2022, la commune comptait 98 habitants, en évolution de −5,77 % par rapport à 2016 (Charente : −0,48 %, France hors Mayotte : +2,11 %).
| 1793 | 1800 | 1806 | 1821 | 1831 | 1841 | 1846 | 1851 | 1856 |
| ---- | ---- | ---- | ---- | ---- | ---- | ---- | ---- | ---- |
| 139  | 92   | 169  | 223  | 228  | 236  | 264  | 261  | 246  |

| 1861 | 1866 | 1872 | 1876 | 1881 | 1886 | 1891 | 1896 | 1901 |
| ---- | ---- | ---- | ---- | ---- | ---- | ---- | ---- | ---- |
| 238  | 220  | 223  | 253  | 273  | 262  | 255  | 247  | 219  |

| 1906 | 1911 | 1921 | 1926 | 1931 | 1936 | 1946 | 1954 | 1962 |
| ---- | ---- | ---- | ---- | ---- | ---- | ---- | ---- | ---- |
| 242  | 220  | 195  | 192  | 186  | 180  | 149  | 165  | 152  |

| 1968 | 1975 | 1982 | 1990 | 1999 | 2006 | 2011 | 2016 | 2021 |
| ---- | ---- | ---- | ---- | ---- | ---- | ---- | ---- | ---- |
| 154  | 148  | 121  | 102  | 96   | 104  | 95   | 104  | 101  |

| 2022 | - | - | - | - | - | - | - | - |
| ---- | - | - | - | - | - | - | - | - |
| 98   | - | - | - | - | - | - | - | - |

### Pyramide des âges
La population de la commune est relativement jeune.
En 2018, le taux de personnes d'un âge inférieur à 30 ans s'élève à 38,5 %, soit au-dessus de la moyenne départementale (30,2 %). À l'inverse, le taux de personnes d'âge supérieur à 60 ans est de 29,8 % la même année, alors qu'il est de 32,3 % au niveau départemental.
En 2018, la commune comptait 58 hommes pour 48 femmes, soit un taux de 54,72 % d'hommes, largement supérieur au taux départemental (48,41 %).
Les pyramides des âges de la commune et du département s'établissent comme suit.
| Hommes | Classe d’âge | Femmes |
| ------ | ------------ | ------ |
| 0,0    | 90 ou +      | 0,0    |
| 10,5   | 75-89 ans    | 8,5    |
| 19,3   | 60-74 ans    | 21,3   |
| 15,8   | 45-59 ans    | 23,4   |
| 10,5   | 30-44 ans    | 14,9   |
| 19,3   | 15-29 ans    | 17,0   |
| 24,6   | 0-14 ans     | 14,9   |

| Hommes | Classe d’âge | Femmes |
| ------ | ------------ | ------ |
| 1      | 90 ou +      | 2,7    |
| 9,2    | 75-89 ans    | 12     |
| 20,6   | 60-74 ans    | 21,3   |
| 20,7   | 45-59 ans    | 20,3   |
| 16,8   | 30-44 ans    | 16     |
| 15,6   | 15-29 ans    | 13,4   |
| 16,1   | 0-14 ans     | 14,3   |

## Économie

### Agriculture
L'agriculture est la principale ressource de la commune.
La viticulture occupe une petite partie de l'activité. La commune est située dans les Bons Bois, dans la zone d'appellation d'origine contrôlée du cognac.

## Lieux et monuments

### Patrimoine religieux

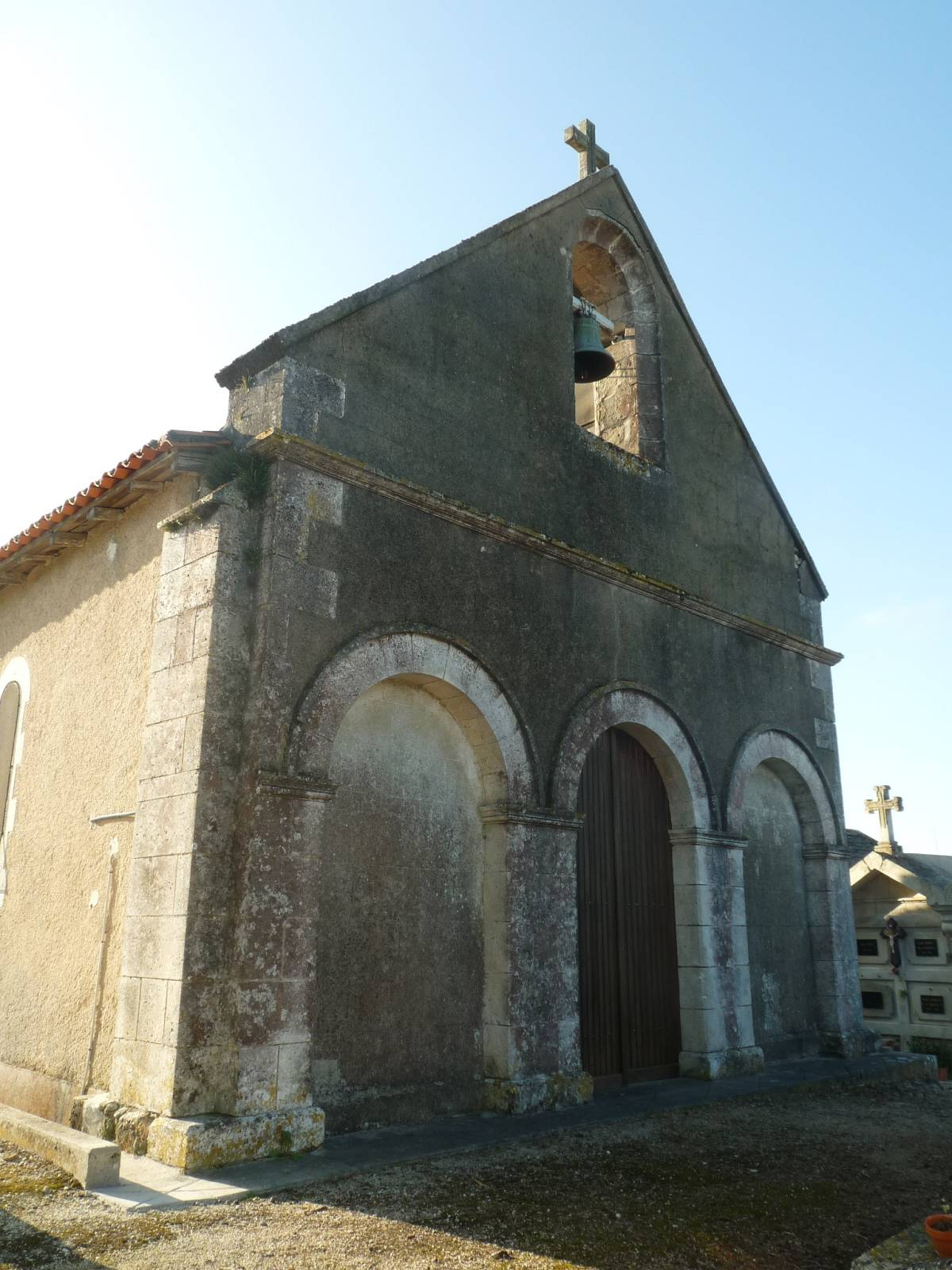
L'église.

L'église paroissiale Saint-Hilaire date du XIIe siècle, mais elle a été endommagée pendant les guerres de religion. Les voûtes écroulées ont été refaites en lambris. L'abside est circulaire. Elle est décorée d'arcades en dedans et en dehors comme à Saint-Vallier. Le clocher a été foudroyé en 1756, reconstruit en 1775, mais détruit à nouveau. L'église a été restaurée entre 1889 et 1921.
La cloche de l'église date de 1555; elle est gravée « I.H.S. IN L'AN MVCLV IE FUZ FESTE POUR S. HYLERE D. SAUVIGNAC P. GENDRON F.I. MARTAGUET ». Elle est classée monument historique au titre objet depuis 1943. Les fonts baptismaux datent du XIIe siècle.

### Patrimoine civil
À Bel-Air, une ancienne tour est un point géodésique. C'est le point culminant de la commune (131 m).